# Museum of London
Il Museum of London documenta la storia di Londra dalla preistoria ai giorni nostri. Esso è vicino al Barbican Centre ed a pochi minuti a piedi dalla Cattedrale di Saint Paul, dominando le rovine delle antiche mura romane, ai margini della zona più antica di Londra conosciuta come la City, oggi il distretto finanziario. Esso narra principalmente la storia sociale di Londra nel corso dei secoli. L'ingresso è gratuito, poiché si tratta di un museo pubblico.

## Storia

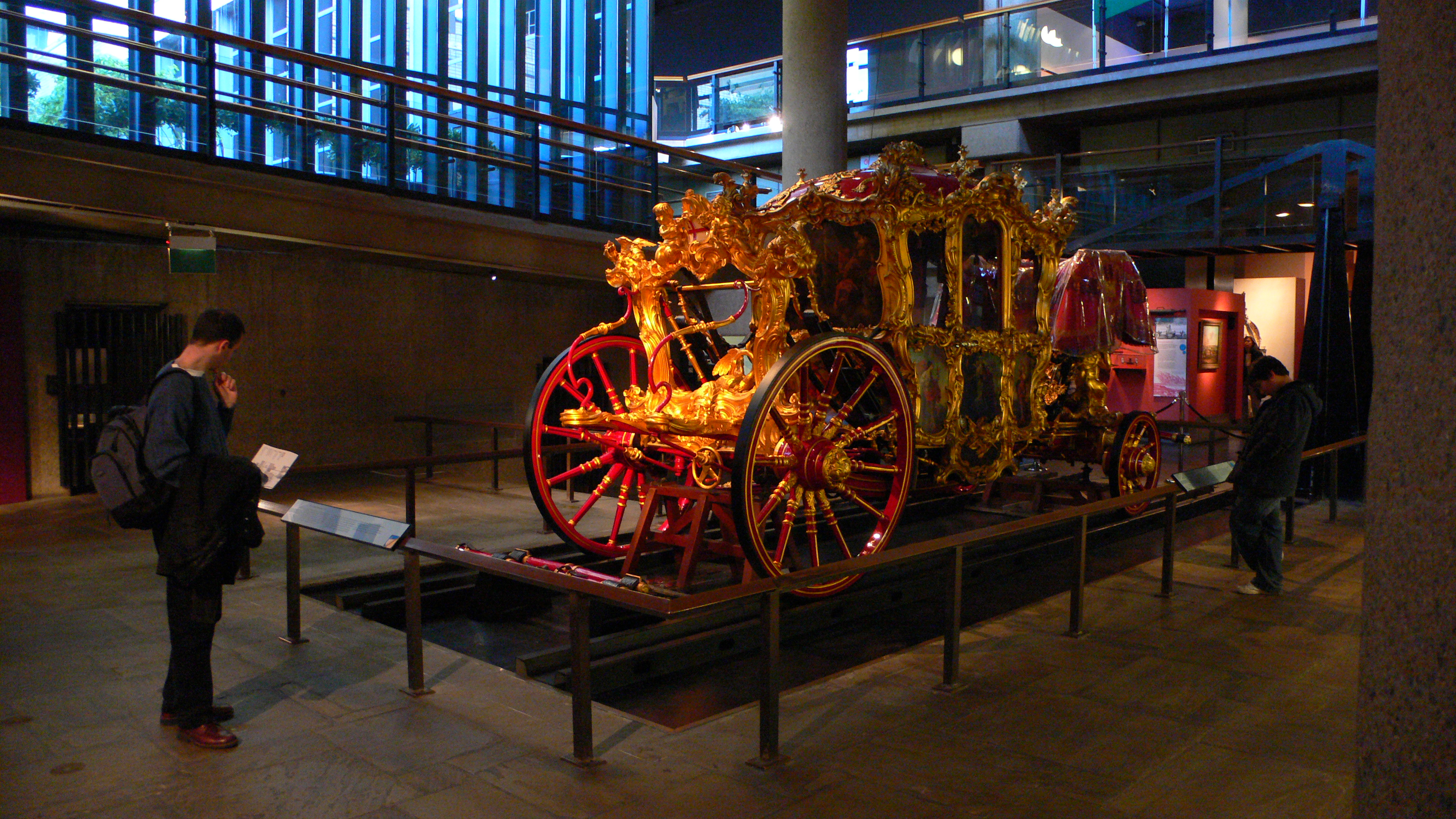
Interni con la carrozza di rappresentanza del Sindaco di Londra.

Il museo venne aperto nel 1976 come parte del Barbican Estate, mettendo in mostra collezioni precedentemente detenute dalle Corporazioni a Guildhall ed oggetti provenienti da altri musei quali il London Museum che era ubicato in Kensington Palace.

## Descrizione
Gli architetti Philip Powell e Hidalgo Moya hanno adottato un particolare metodo espositivo che prevede un percorso obbligato che mostra cronologicamente i reperti dalla preistoria ai giorni nostri.
Il museo consta di una serie di gallerie contenenti manufatti originali, modelli, foto e diagrammi con una grande enfasi sui ritrovamenti archeologici, le costruzioni e lo sviluppo urbano illustrato da materiale interattivo. Frammenti delle mura romane possono essere visti all'esterno del museo. La direzione del museo sta rivedendo l'intera collezione con l'intento di ampliare e migliorare l'esposizione. Questa ristrutturazione dovrebbe terminare nel 2009. La galleria preistorica "London Before London" e quella medioevale sono già state rinnovate e nel 2007 è stata aperta una nuova sezione sul grande incendio di Londra. Fra i pezzi più importanti figura la carrozza di stato del Lord sindaco di Londra e la ricostruzione di una strada della Londra vittoriana.

## Museo nei Docklands
Nel 2003 venne aperto il Museum in Docklands in un magazzino del XIX secolo vicino Canary Wharf. Il museo documenta la storia di Londra come porto, iniziando da 2.000 anni fa con i commerci dei Romani, realizzato all'aperto sulle rive del Tamigi, e proseguendo con la documentazione dell'espansione nei più grandi porti del mondo.